# 人民主权
人民主权（英語： Popular sovereignty），又稱國民主權，主权在民或主权在民原则，是一个政治学术概念，认为国家主权归全体人民所有，政府应由人民产生并服从人民的意志，亦即「人民是國家的主人」。理論基礎来源于启蒙运动，伴隨18、19世紀民權思想而來。

## 起源
现代意义上的主权在民理论可追溯到17世纪中期到18世纪中期的社会契约学派，其代表人物有托马斯·霍伯斯、约翰·洛克以及《社会契约论》的作者让-雅克·卢梭。
《社会契约论》是一部政治著作，其中明确强调了“公意”的理想，并进一步完善了主权在民之概念和思想。其核心理念是，法治或法律的合法性是建立在被治者同意的基础上的。
因此，主权在民是大多数共和国和君主国的基本信条。霍布斯、洛克和卢梭都假定个人选择与他人签订社会契约——自愿放弃他们的一些自由，以换取他人带来的保护。无论是认为人们性本恶的霍布斯，还是坚称性本善的卢梭，他们都主张只有当公民之间的自由和义务是平等的时候，合法的社会秩序才会出现，这一观点将社会契约思想与主权在民的概念捆绑在一起。
人民主权理论另一个分支可在萨拉曼卡学派中找到，如神学士方济各·德·维多利亚就认为主权最初来自上帝，但从上帝平等地传递给所有人，而不仅仅是君权神授。
直到今天，多数的共和制国家和君主立宪制国家在其宪法理论上都是以人民主权为基础。然而，主权在民的法律概念其实不意味着必须有一个有效的、可以正常运作的民主制度；例如一个政党或一个独裁者都可以随意声称是“代表”人民的意愿并以其名义统治。这也是霍布斯在这个问题上的观点（即主权在民并不意味着民主制的必须），但这与大多数现代定义并不一致，后者认为民主是行使主权在民的必要条件。

## 主权在民的体现
主权在民一般由议会体现，或可經由全體公民投票体现。即使是议会至上的英國及紐西蘭，仍不免以全國公投解決重大爭議。

## 相似或相同的观点
中国近代受提出相似觀念並列為建國主義者，首推孫中山作《三民主義》之民權主義中提到「用人民去當皇帝」的主張。人民主权表达的是一个概念，不一定反映或描述一个政治现实。
本杰明·富兰克林在他的著作中也写道: “在自由政府中，统治者是仆人，国民是他们的上级和君主。”